# Meandrusa lachinus
Meandrusa lachinus är en fjärilsart som först beskrevs av Hans Fruhstorfer 1902.  Meandrusa lachinus ingår i släktet Meandrusa och familjen riddarfjärilar. Inga underarter finns listade i Catalogue of Life.